# Koivusaari (ö i Finland, Birkaland, Tammerfors, lat 61,38, long 23,49)
Koivusaari är en ö i Finland. Den ligger i sjön Pyhäjärvi och i kommunen Vesilax i den ekonomiska regionen Tammerfors och landskapet Birkaland, i den södra delen av landet, 150 km nordväst om huvudstaden Helsingfors. Öns area är 2,6 hektar och dess största längd är 310 meter i öst-västlig riktning.